# Etelsen
Die Ortschaft Etelsen liegt im Flecken Langwedel im Landkreis Verden in Niedersachsen (Deutschland).

## Geographie

### Geographische Lage
Etelsen liegt zwischen Bremen und Verden, ca. 25 km südöstlich von Bremen, in der nördlichen Mittelweserregion.

### Nachbarorte
Nachbarorte von Etelsen sind im Westen die Stadt Achim (Ortsteil Baden) und im Osten der Ortsteil Cluvenhagen.

### Landschaft
Etelsen befindet sich im Weser-Aller-Flachland.
Am südlichen Ortsrand von Etelsen fließt die Alte Aller, an der es einen kleinen Badestrand gibt. Um Etelsen herum gibt es viele Felder durch die Straßen führen, die teilweise von Grünlandhecken umgeben sind. Etelsen besitzt zudem zwei Wälder, bei dem einer an einem Park, mit Schloss, angrenzt und ein Moorgebiet.
Es gibt einige selbstständige Bauern, denen die meisten Felder um Etelsen herum gehören.

## Geschichte

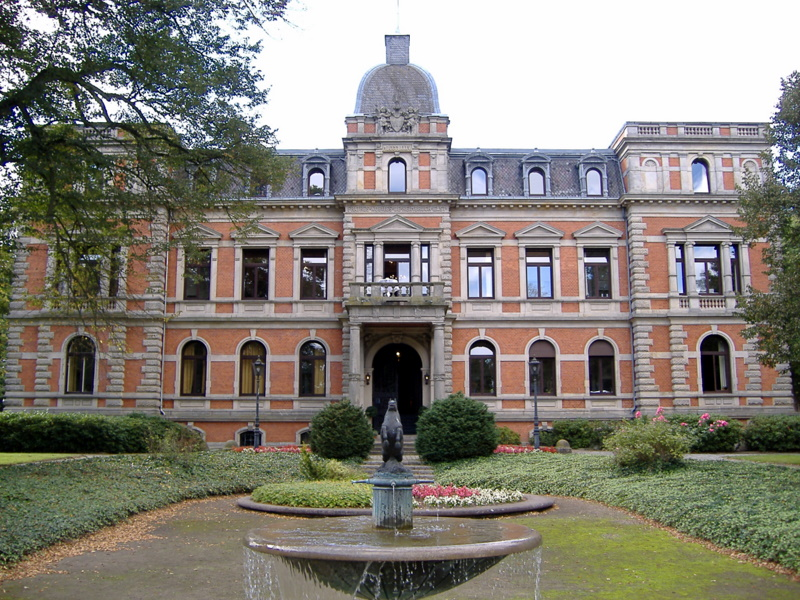
Schloss Etelsen

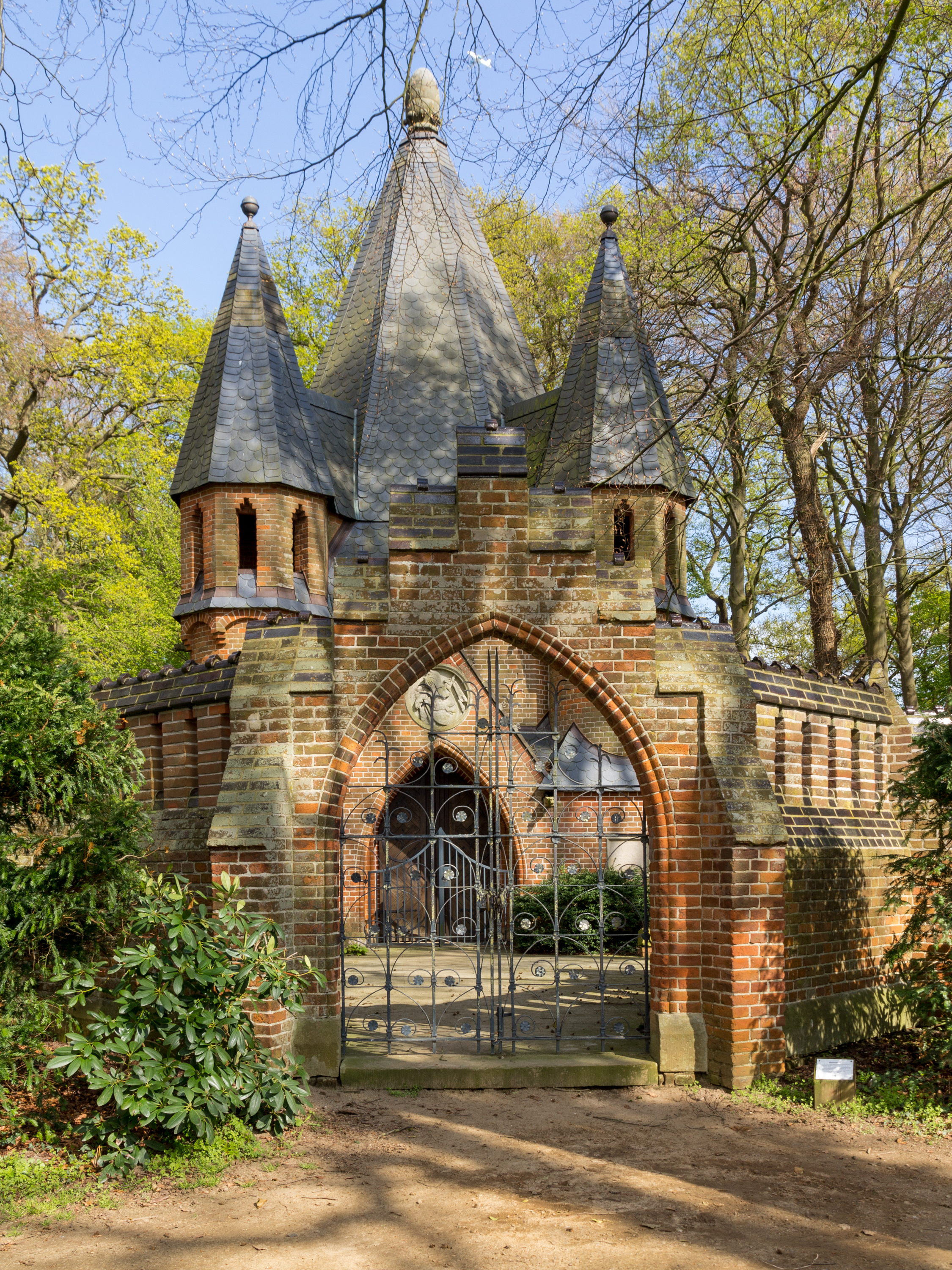
Mausoleum im Schlosspark Etelsen

Etelsen wurde 1404 das erste Mal urkundlich erwähnt und hatte 1522 den ersten Hof. Um 1753 zählte Etelsen 28 Häuser, bis 1855 waren es schon 80 Häuser. Mitte des 19. Jahrhunderts vereinigte der hannoversche Innenminister Johann Caspar von der Wisch die Güter Embsen, Etelsen, Koppel und Ruschbaden. Zu dem Gut Etelsen gehörte auch die zu einem Park ausgestaltete Landschaft, dem heutigen Schlosspark, auf den Hügeln des Wesertalrandes. 1871 wurde die Windmühle „Jan Wind“ erbaut. 1873 wurde das neugotische Mausoleum im heutigen Schlosspark errichtet, Architekt und Baumeister war Conrad Wilhelm Hase. 1885–1887 wurde das Schloss Etelsen unter der Leitung des Architekten Karl Hantelmann im Neorenaissance-Stil im Auftrag der Gebrüder Heimbruch erbaut. Das Schloss wurde 1937 an die Nationalsozialisten verkauft und diente als SA-Führungsschule.
Von 1960 bis 1965 war im Schlosspark ein Tierpark eingerichtet. Dort gab es unter anderem Löwen, Tiger, Bisons und viele weitere Tiere. Das heutige Mausoleum war das damalige Gehege der Löwen, Tiger und Geparden.
Der Zoo musste damals allerdings aus finanziellen Gründen geschlossen werden. Die meisten Tiere wurden entweder verkauft oder mussten, wie die Bisons, erschossen werden, da sie nicht eingefangen werden konnten.
Eine große Attraktion war auch ein Teich mit Flamingos, der sogar in einer Liste für geschlossene Zoos des Max-Planck-Instituts aufgeführt wird.

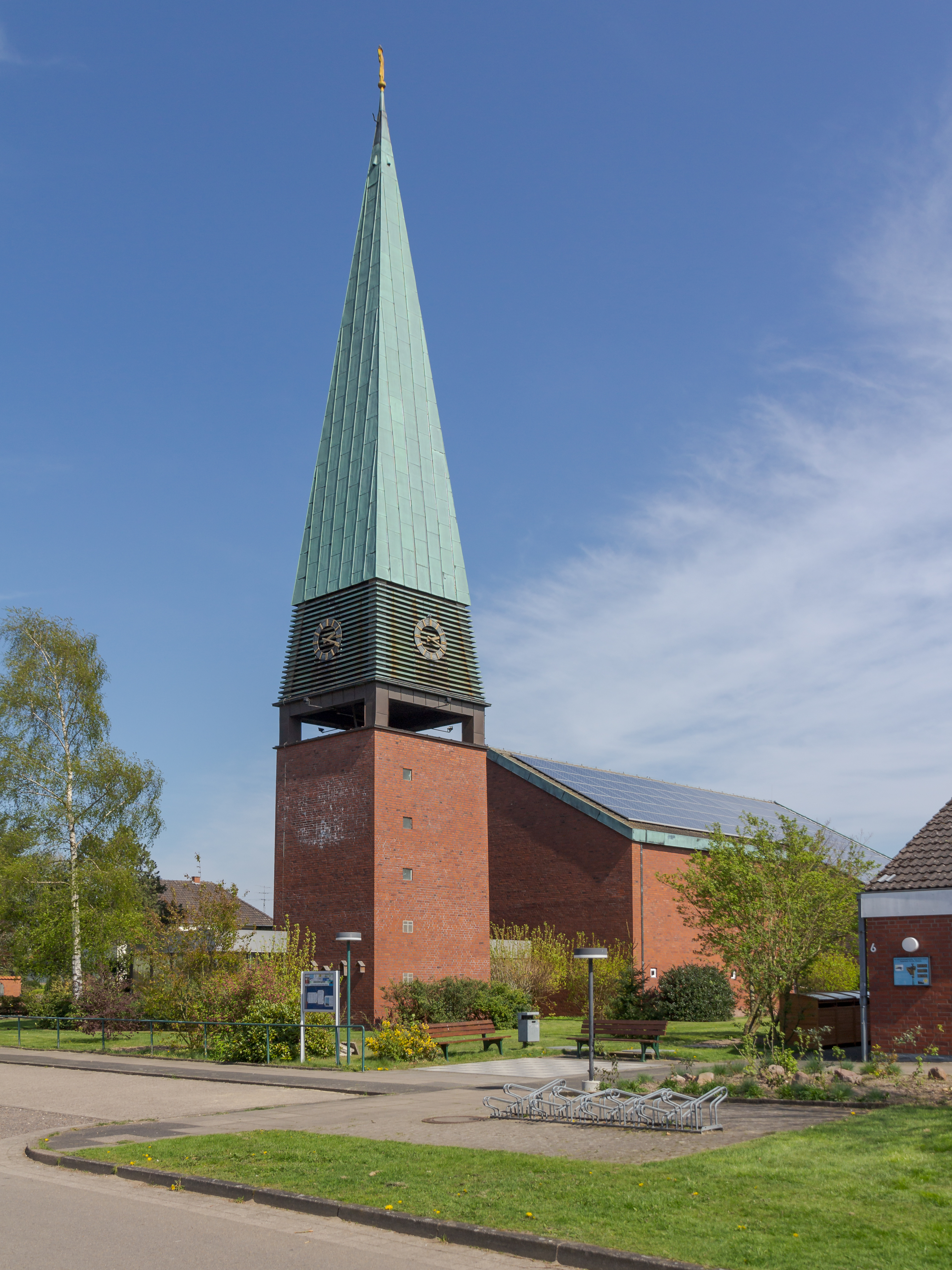
Ev. Kirche (2014)

Die Etelser Kirche wurde 1965 gebaut und die ev.-luth. Kirchengemeinde „Zum Guten Hirten“ gegründet. Im Jahr 1968 wurde das Gebiet der Gemeinde Etelsen um die bis dahin selbständigen Gemeinden Cluvenhagen und Hagen-Grinden vergrößert. Die bisher auf 3 (bzw. 4) Standorte verteilte Volksschule wurde 1971 durch einen Neubau ersetzt, der inzwischen als 3- bis 4-zügige Grundschule Etelsen geführt wird. Am 1. Juli 1972 wurde Etelsen in den Flecken Langwedel eingegliedert.
Der Name „Etelsen“ wird im Allgemeinen als Edelsheim (Haus eines Adligen) gedeutet.

## Politik

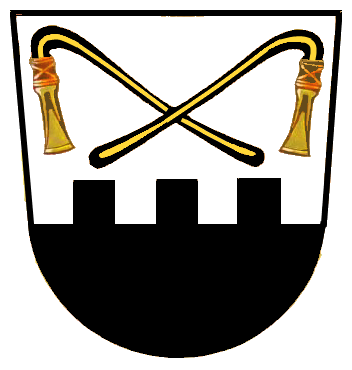
Ehemaliges Gemeindewappen von Etelsen

### Ortsrat
Der Rat besteht aus 9 Mitgliedern
- SPD 4 Sitze
- CDU 3 Sitze
- FDP 1 Sitz
- WGL 1 Sitz

(Stand: Kommunalwahl am 12. September 2021)

### Unterteilung
Etelsen hat mittlerweile über 6000 Einwohner und besteht aus den Ortschaften Etelsen, Cluvenhagen und Hagen-Grinden, sowie den Siedlungsbereichen Giersberg und Steinberg im Norden und Lindholz im Osten.

### Wappen
Das Wappen der ehemaligen Gemeinde Etelsen wurde 1964 genehmigt und zeigt ein waagerecht geteiltes Schild. Auf silbernem Hintergrund sind im oberen Teil zwei gekreuzte, goldene Streitäxte aus der Bronzezeit zu sehen, die an archäologische Funde im Umkreis erinnern sollen. Im unteren Teil sind drei schwarze Zinnen zu sehen, die für die drei Schanzen in der Gemeinde stehen. Des Weiteren sollen sie als Schlosszinnen an die Familie Heimbruch erinnern.

## Infrastruktur
Es gibt zwei Kindergärten und eine Grundschule, einen Einkaufsmarkt mit Getränkemarkt, zwei Banken, eine Poststelle, einen kleinen Elektrofachhandel, eine Ledermanufaktur, eine kleine Schneiderstube, drei Ärzte, einen Zahnarzt, einen Tierarzt, eine Apotheke, eine Tischlerei, zwei Friseure, mehrere Gaststätten und weitere Einrichtungen. In Cluvenhagen befindet sich die Stiftung Waldheim, eine Einrichtung für Menschen mit Behinderungen.
Einen Escaperoom in der Etelser Kirche.

## Kultur und Sehenswürdigkeiten

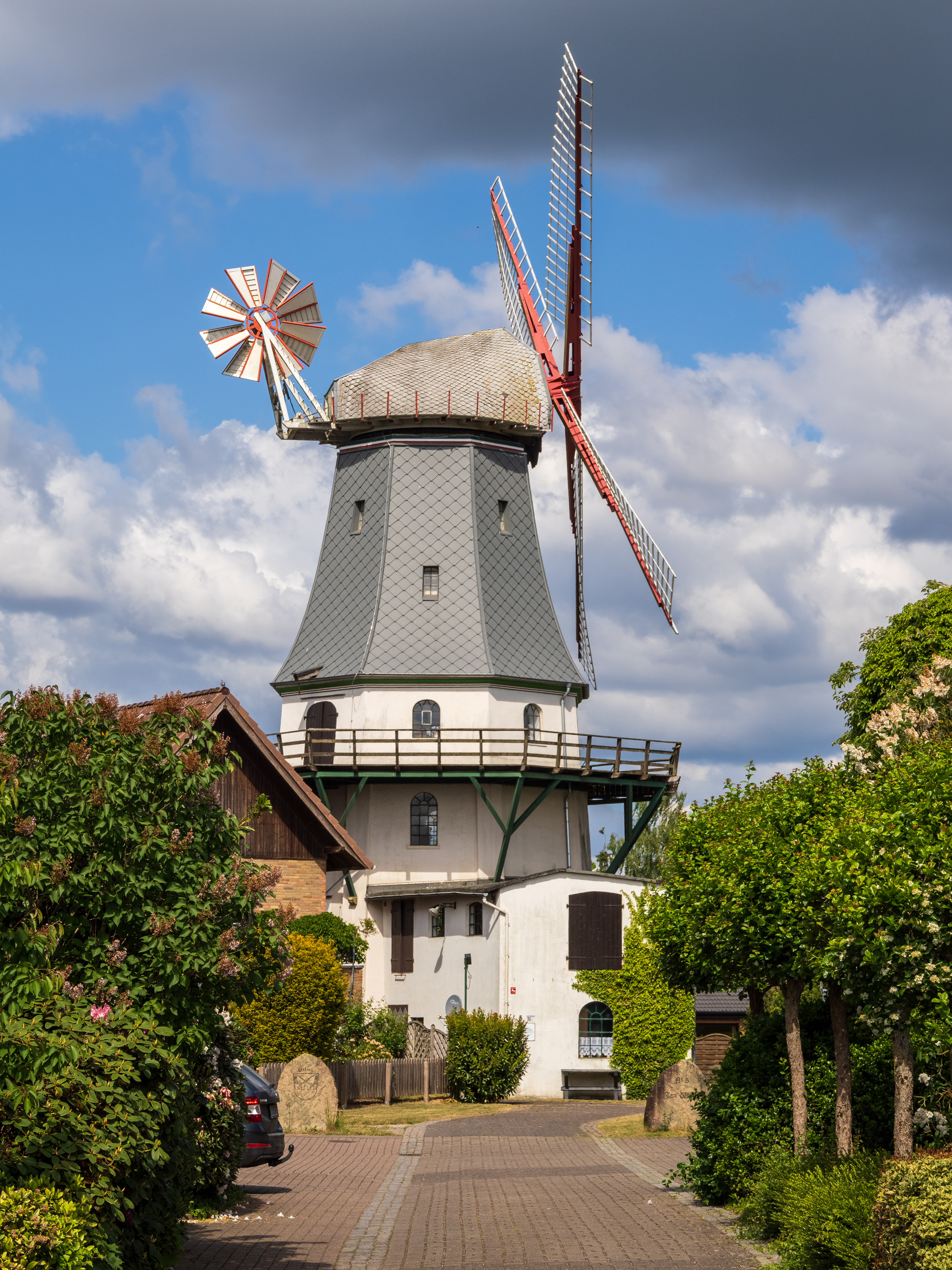
Windmühle „Jan Wind“

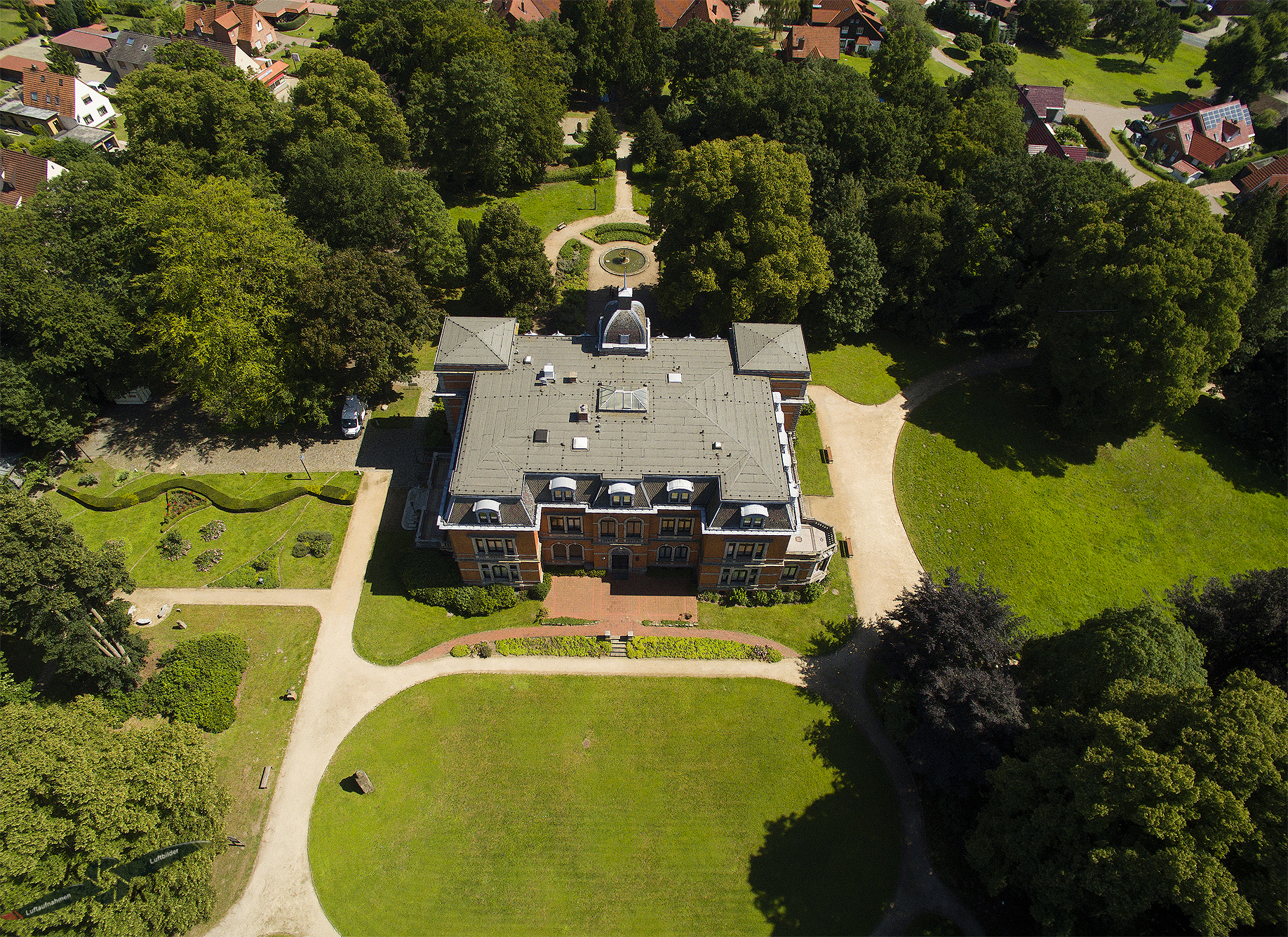
Luftaufnahme vom Schloss Etelsen

### Bauwerke
- Schloss Etelsen (1885–1887, Neorenaissance-Stil, Architekt Karl Hantelmann)
- Mausoleum (1873, Neugotischer-Stil, Architekt Conrad Wilhelm Hase) im Schlosspark
- Windmühle „Jan Wind“ (1871, Galerieholländer)

### Parks
- Schlosspark (Schlossparkverein Etelsen e. V.)

## Regelmäßige Veranstaltungen
- Erntefest mit Ernteumzug
- Schlossparkfest
- Mühlenfest
- Schützenfest
- Wöchentliche Spiele der 1. Herren, der Fußballabteilung des TSV Etelsen

## Wirtschaft und Infrastruktur

### Verkehr

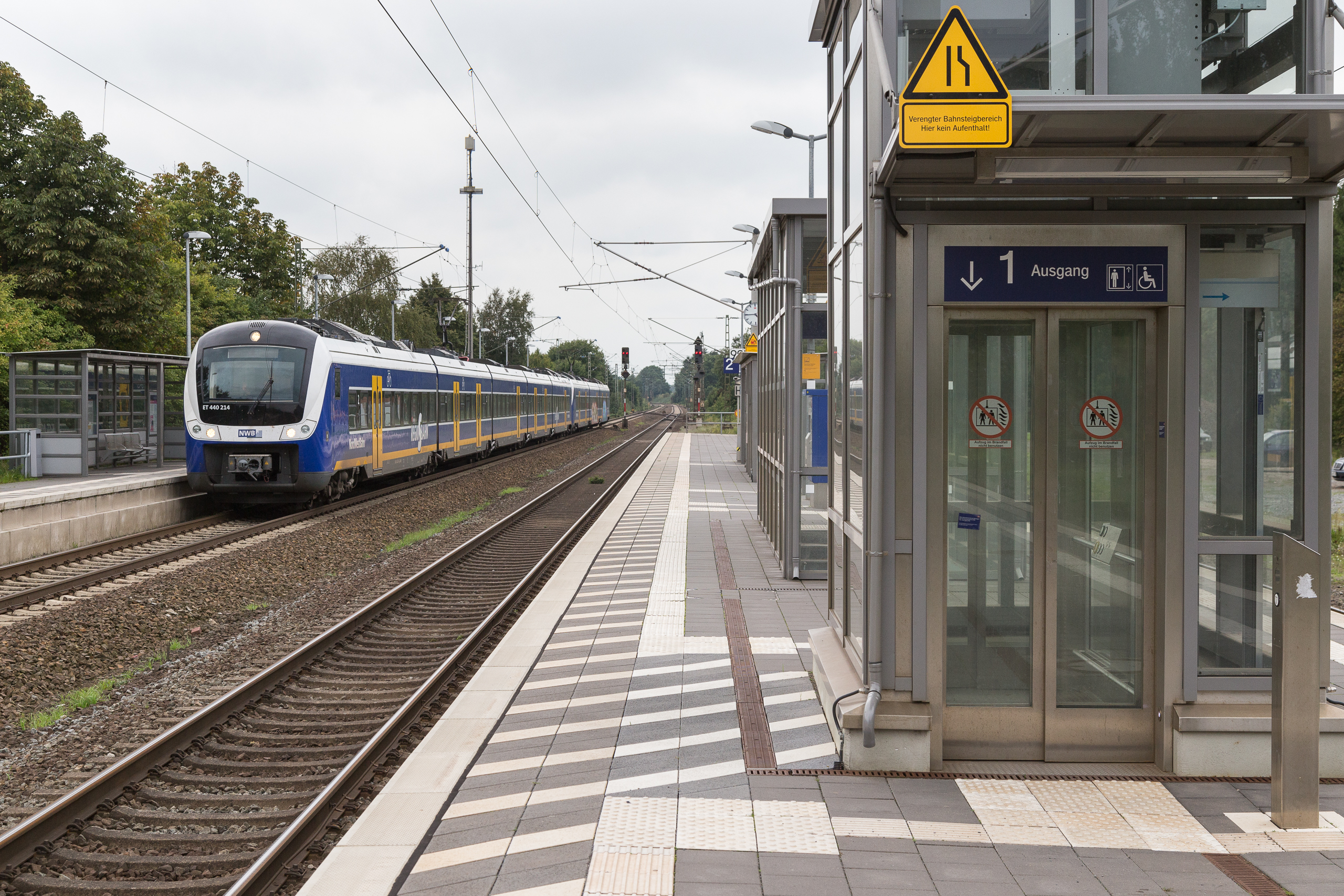
Bahnhof Etelsen

Etelsen liegt an der Landstraße L158, sowie in der Nähe der Autobahn A 27 (Abfahrt Achim-Ost und Abfahrt Langwedel-Daverden).
Etelsen verfügt über einen Bahnhof an der Bahnstrecke Wunstorf–Bremen. Das Empfangsgebäude wurde jedoch vor Jahren aus Kostengründen abgerissen. Verbindungen des Nahverkehrs bestehen in die Richtungen Verden und Bremen. Mitte Dezember 2011 wurde Etelsen in das Netz der Regio-S-Bahn Bremen/Niedersachsen eingebunden.  Etelsen gehört zum Gebiet des Verkehrsverbundes Bremen/Niedersachsen (VBN)
| Linie | Verlauf | Takt                                    |
| ----- | --- | --------------------------------------- |
| RS 1  | Bremen-Farge – Bremen Turnerstraße – Bremen Kreinsloger – Bremen Mühlenstraße – Bremen-Blumenthal – Bremen Klinikum Nord/Beckedorf – Bremen-Aumund – Bremen-Vegesack – Bremen-Schönebeck – Bremen-St. Magnus – Bremen-Lesum – Bremen-Burg – Bremen-Oslebshausen – Bremen-Walle – Bremen Hbf – Bremen-Sebaldsbrück – Bremen-Mahndorf – Achim – Baden (Kr Verden) – Etelsen – Langwedel – Verden (Aller) Stand: Fahrplanwechsel Dezember 2023 | 30 min (wochentags) 60 min (Wochenende) |

Etelsen ist eine Station des Weserradwegs.